# Eckernförde
Eckernförde (danois : Egernførde et Egernfjord, bas-allemand : Eckernför et Eckernföör) est une ville de l'arrondissement (Kreis) de Rendsburg-Eckernförde, dans l’État fédéré (Land) du Schleswig-Holstein, Allemagne.

## Géographie

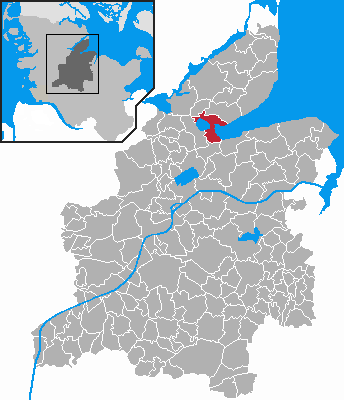
Situation de la commune dans l'arrondissement.

La ville est située au bord de la baie d'Eckernförde (Mer Baltique), approximativement à 30 km au nord de Kiel.

## Histoire
Eckernförde a été mentionnée pour la première fois dans un document officiel en 1197 sous le nom de Ekerenvorde.
Au cours de la première guerre de Schleswig, deux navires danois, le Christian VIII et la frégate Gefion, tentèrent d'atterrir à Eckernförde en avril 1849. Ils furent canonnés depuis la rive. Le Christian VIII explosa, tandis que le Gefion se rendit et fut capturé. Theodor Preusse, commandant en chef des troupes du Sud, décéda en sauvant des troupes danoises du Christian VIII.
Une base de la marine nationale allemande est localisée à Eckernförde avec notamment des bataillons spécialisés (plongeurs démineurs, nageurs de combat).

## Politique
Le parlement de la ville d'Eckernförde (Ratsversammlung) est composé de la façon suivante depuis les élections de 2013 (élections de 2003 et 2008) :
- Union chrétienne-démocrate d'Allemagne, 8 sièges (2003 : 14 ; 2008 : 13)
- Parti social-démocrate d'Allemagne, 7 sièges (2003 : 8 ; 2008 : 9)
- Bürger-Forum, 4 sièges (2003 et 2008 : 0)
- Alliance 90 / Les Verts, 3 sièges (2003 : 2 ; 2008 : 3)
- Fédération des électeurs du Schleswig du Sud (Parti danois), 2 sièges (2003 : 2 ; 2008 : 3)
- Die Linke (La Gauche), 2 sièges (2003 : 0 ; 2008 : 2)
- Parti libéral-démocrate, 1 siège (2003 : 1 ; 2008 : 3)
- sans caucus, 0 siège (2003 et 2008 : 1)

## Personnalités
- Georg Gerlach (1797-), officier danois, est né à Egernførde.
- Wilhelm von Linde (1848-1922), général né à Borby.

## Jumelages
La ville d'Eckernförde est jumelée avec :
- Macclesfield (Angleterre) depuis 1953 jusqu'à 2010
- Hässleholm (Suède) depuis 1958
- Tanga (Tanzanie) depuis 1963
- Nakskov (Danemark) depuis 1969
- Brzeg (Pologne) depuis 1989
- Bützow (Allemagne) depuis 1990

## Galerie

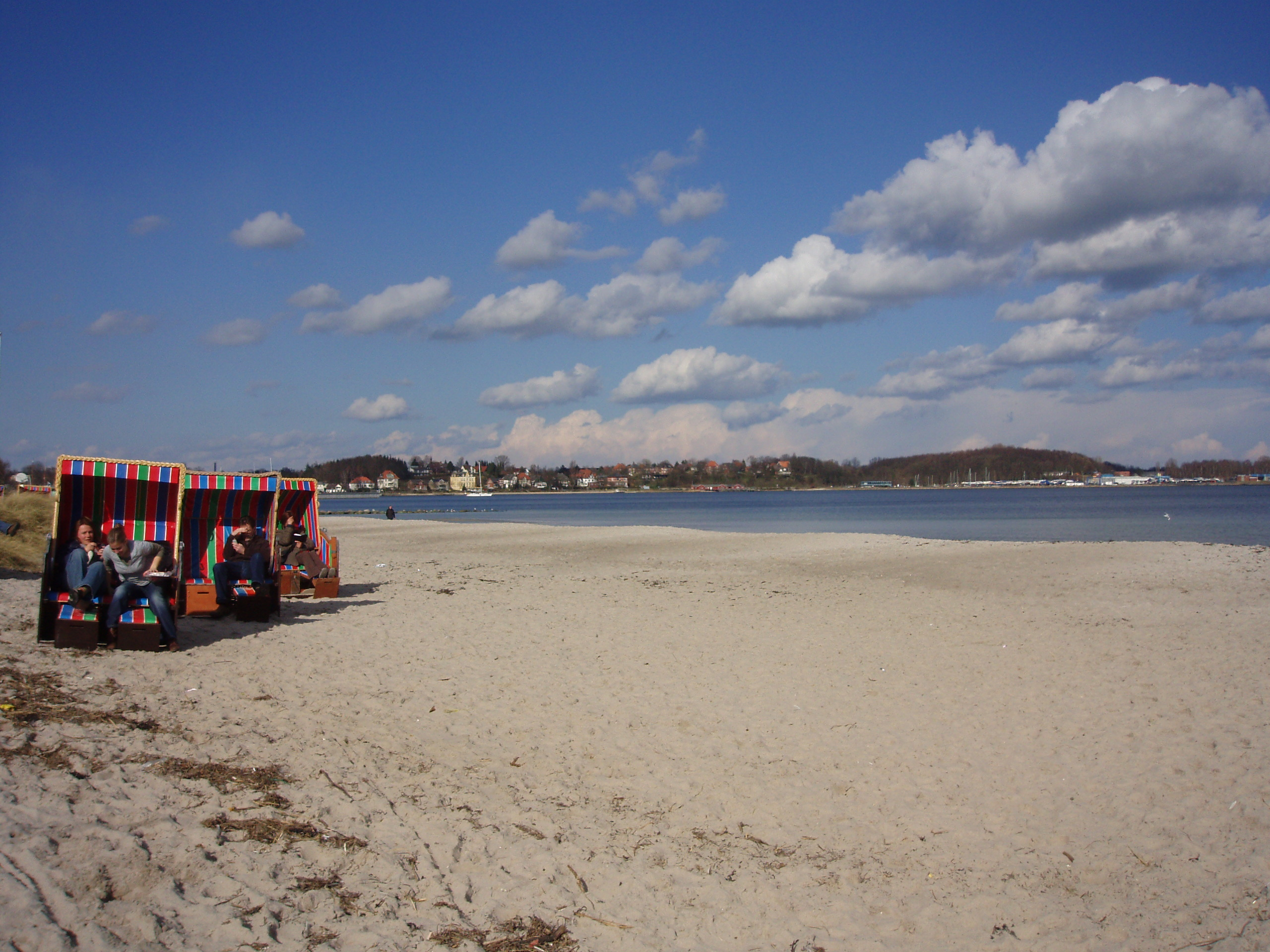
Vue de la plage
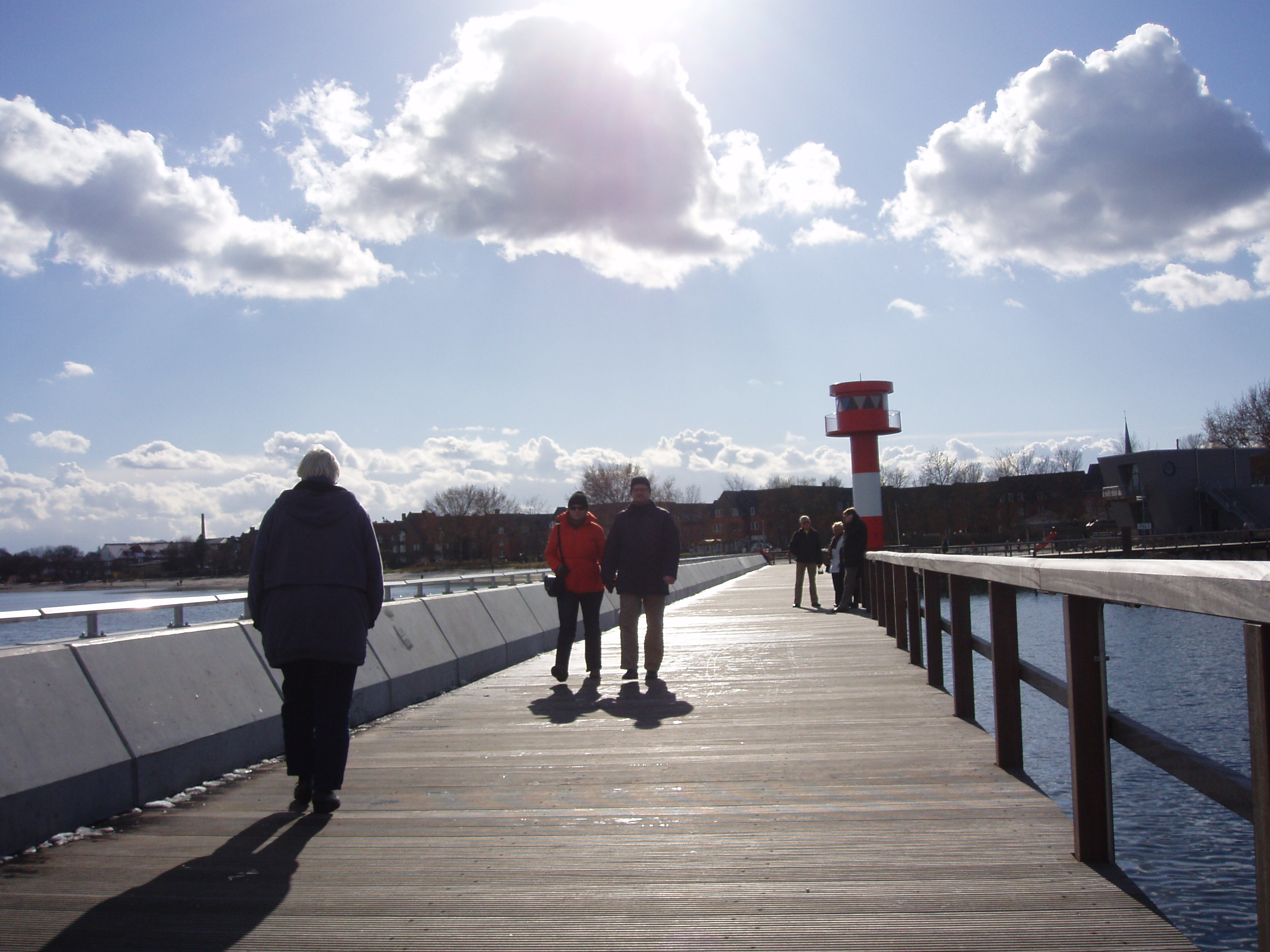
Vue du port
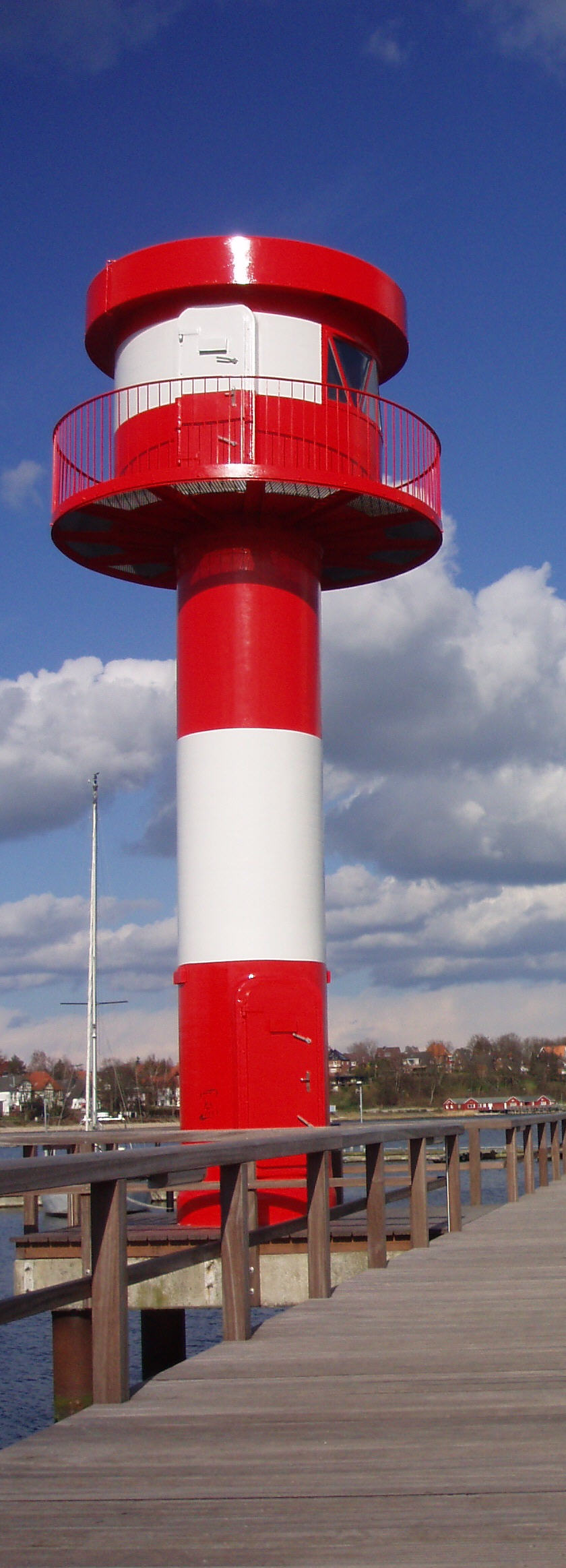
Le phare d'Eckernförde
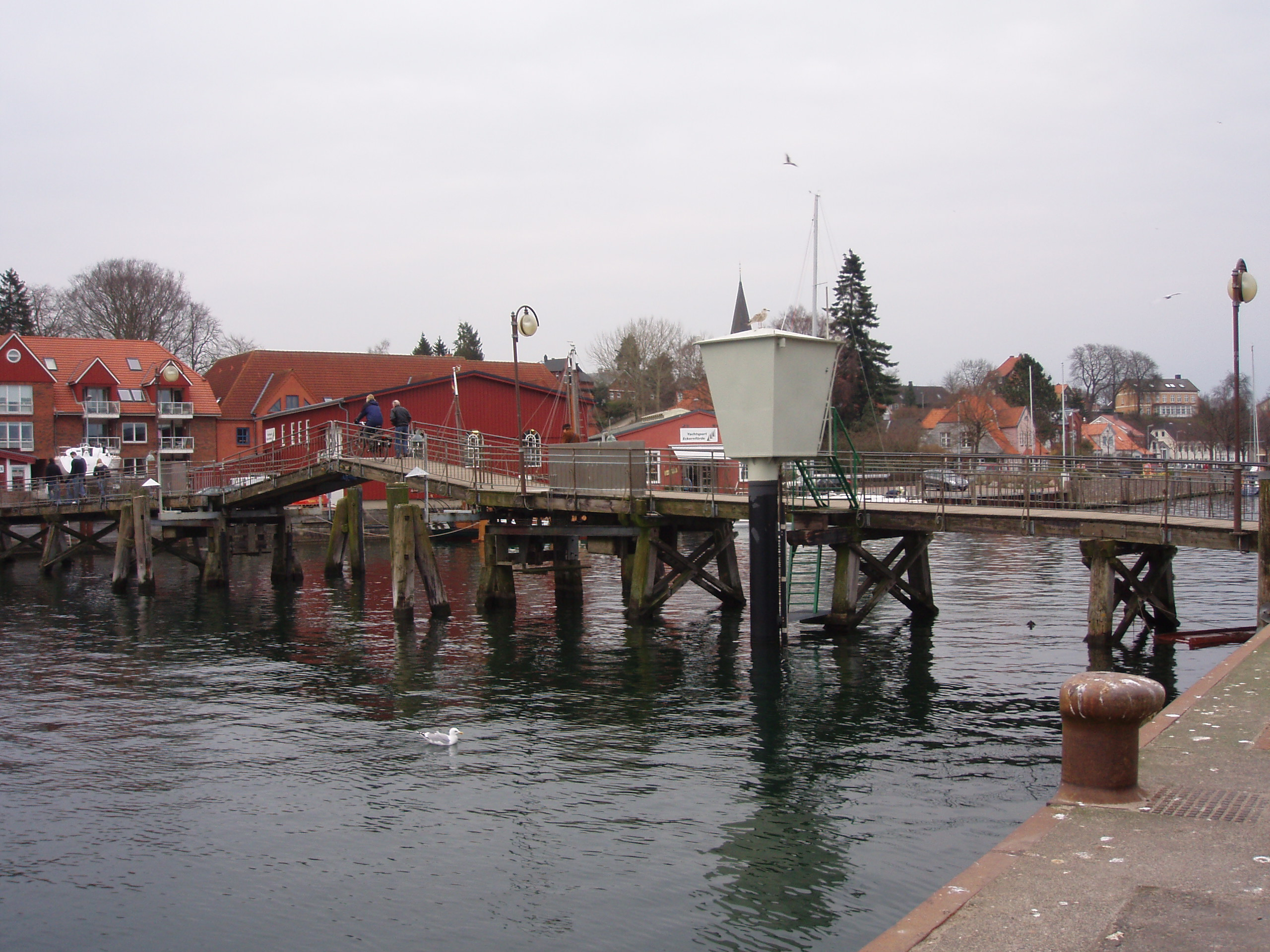
Vue du pont
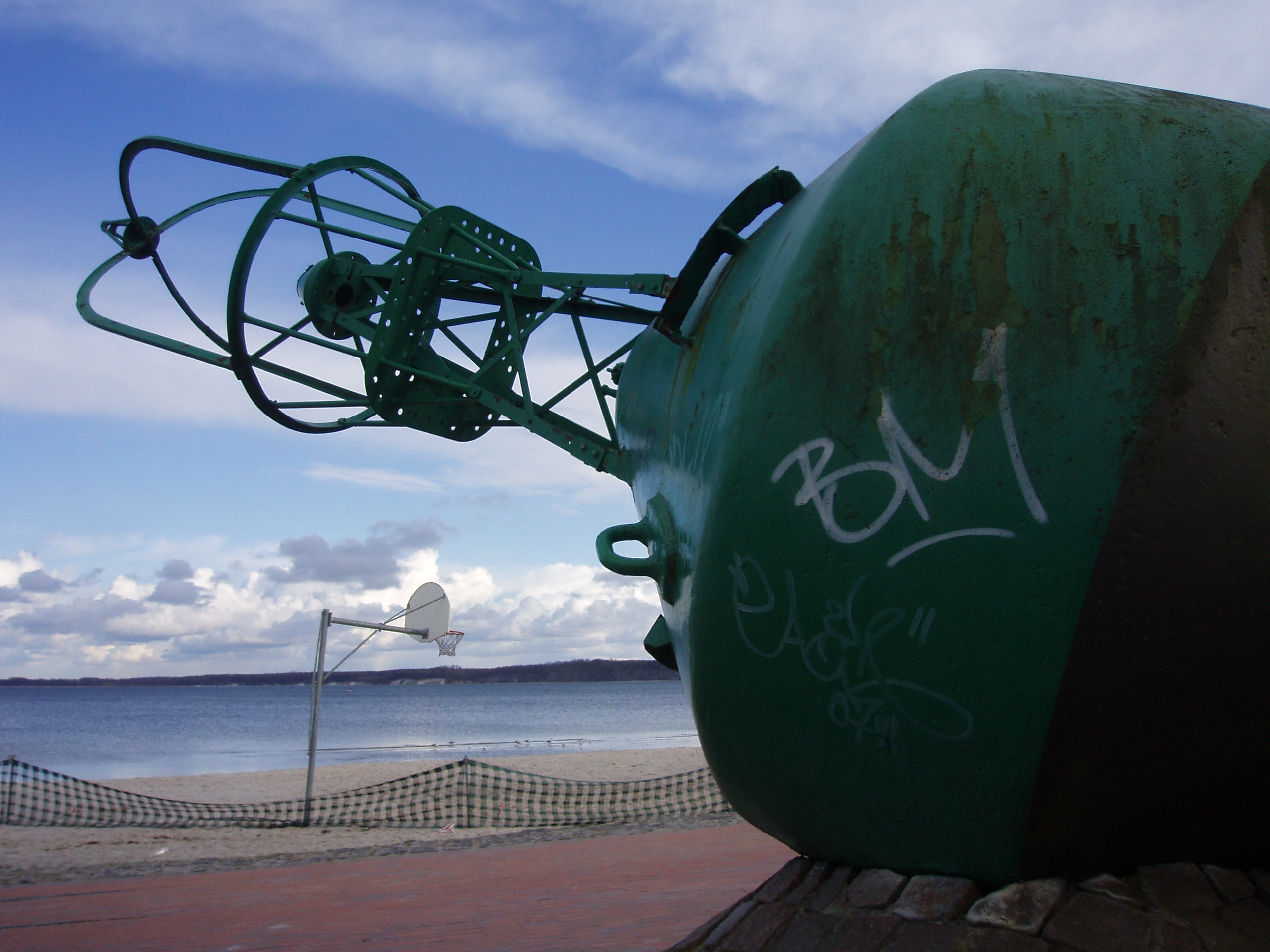
Promenade
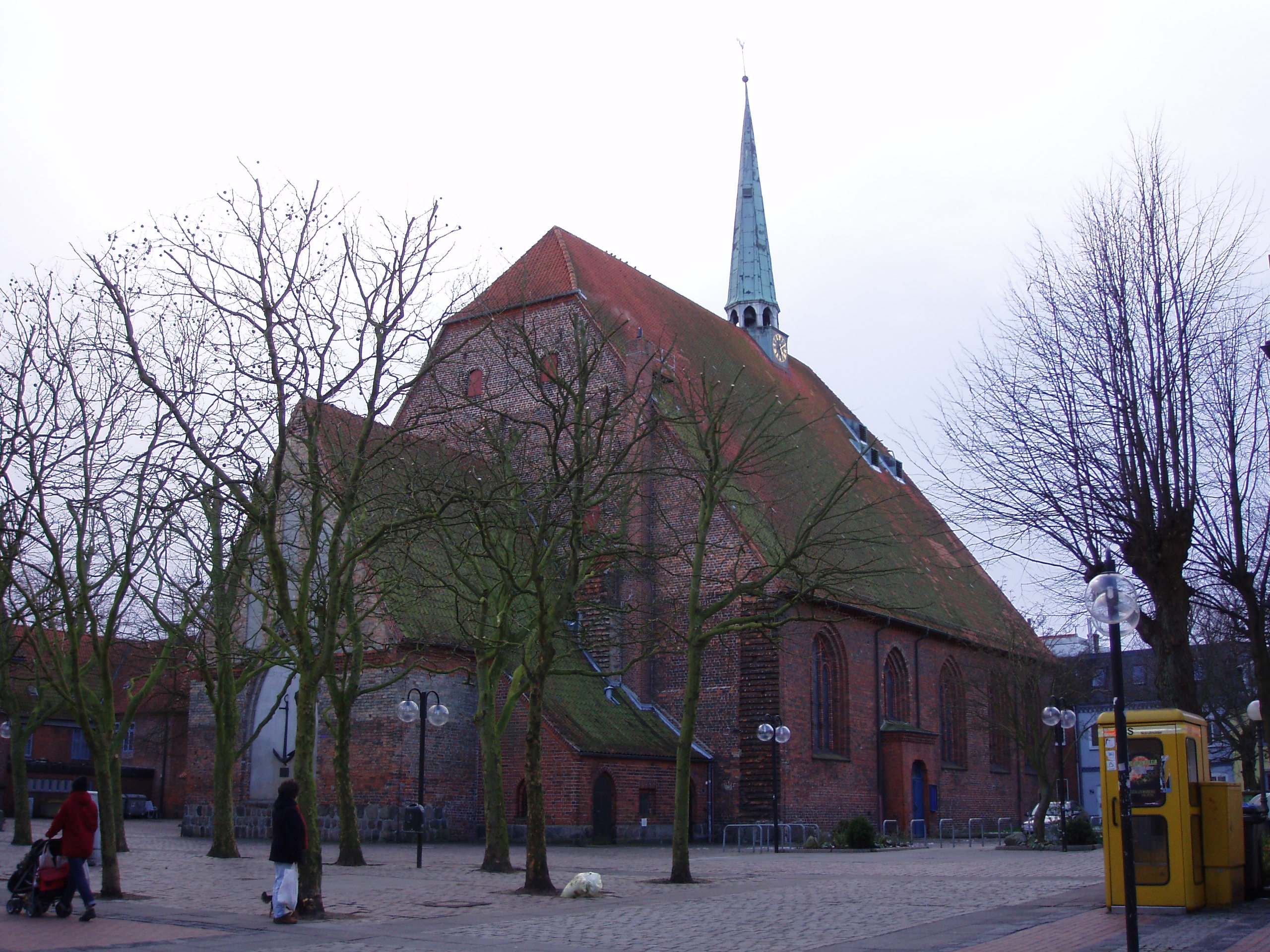
Église luthérienne Saint-Nicolas
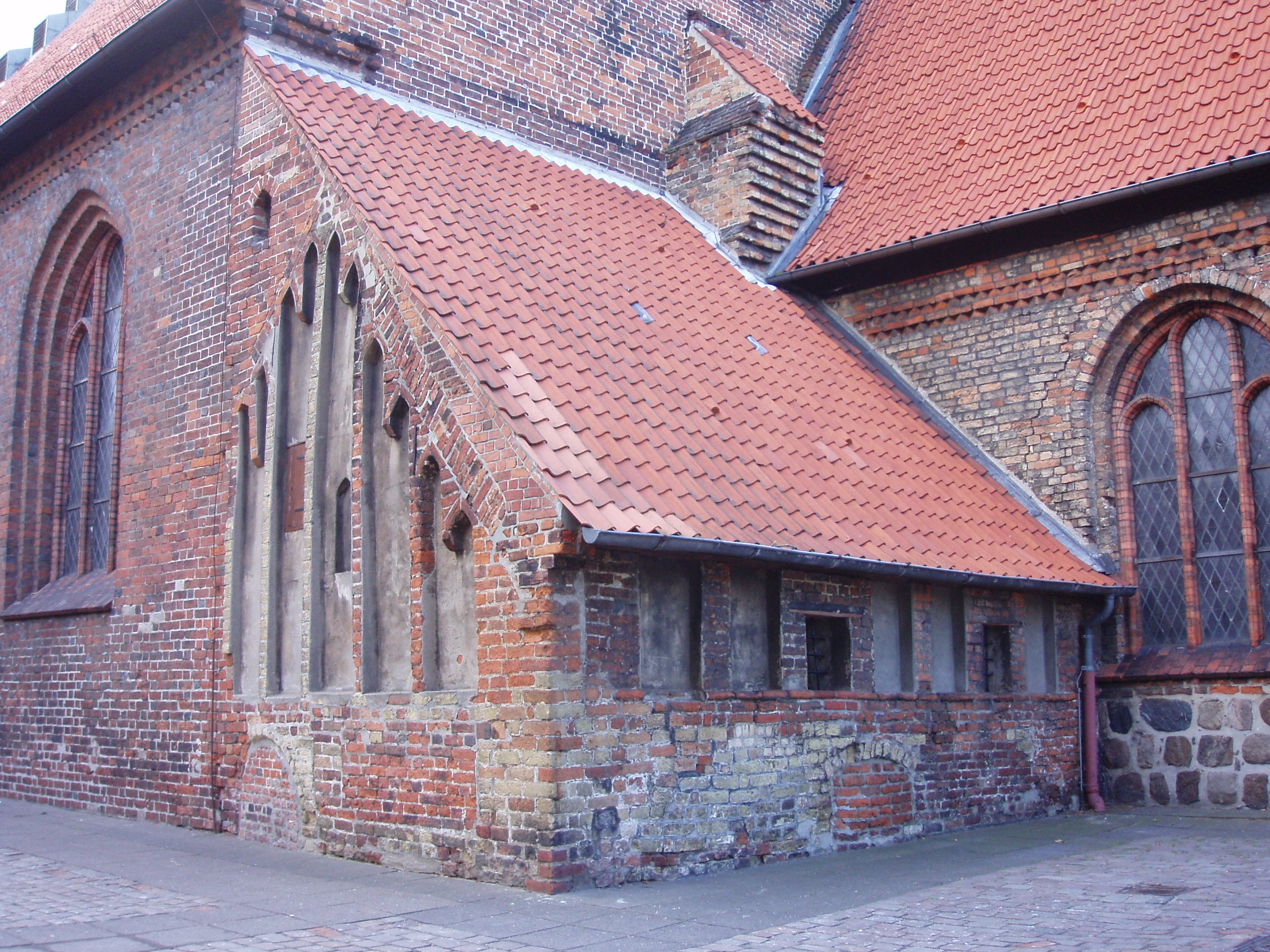
Église luthérienne Saint-Nicolas, détail